# 加藤元 (作家)
加藤 元（かとう げん、女性、1973年8月10日 - ）は日本の推理作家。
神奈川県生まれ。東京で育つ。日本大学芸術学部文芸学科中退。日本推理作家協会会員。

## 略歴
大学中退後（正確には学費未納による除籍）、配達のアルバイトやスーパーのレジ打ち、スナックや経理仕事など10種類以上に及ぶさまざまな職業を経て、2009年（平成21年）、『山姫抄』で第4回小説現代長編新人賞を受賞しデビューする。

## 受賞歴
- 2009年 第4回小説現代長編新人賞（『山姫抄』）

## 作品リスト
※ 単行本の刊行順に記す。
- 『山姫抄』（2009年、講談社刊）文庫　2012
- 『流転の薔薇』（2010年、講談社刊）文庫改題『キネマの華』（2015年、講談社文庫）
- 『嫁の遺言』（2011年、講談社刊）
- 『泣きながら、呼んだ人』（2012年、小学館刊）
- 『私がいないクリスマス』（2013年、講談社刊）
- 『金猫座の男たち』（2013年、双葉社刊）
- 『ひかげ旅館へいらっしゃい』（2014年、早川書房刊）
- 『十号室』（2015年、光文社刊）
- 『蛇の道行』（2016年、講談社刊）
- 『四百三十円の神様』（2016年、講談社刊）※文庫（2019年、集英社文庫）
- 『好きなひとができました』（2016年、PHP研究所刊）
- 『うなぎ女子』（2017年、光文社刊）文庫 2020
- 『1999年の王』（2017年、KADOKAWA刊）
- 『ごめん。』（2019年、講談社刊）文庫 2021
- 『本日はどうされました？』（2020年、集英社刊）
- 『カスタード』（2021年、実業之日本社刊）